# 吉田郡
- 令制国一覧 > 北陸道 > 越前国 > 吉田郡
- 日本 > 中部地方 > 福井県 > 吉田郡

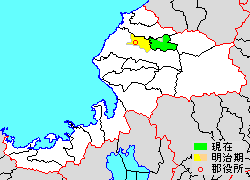
福井県吉田郡の位置（緑：永平寺町 黄：明治期 薄緑：後に他郡から編入した区域）

吉田郡（よしだぐん）は、福井県（越前国）の郡。
人口18,170人、面積94.43km²、人口密度192人/km²。（2025年4月1日、推計人口）
以下の1町を含む。
- 永平寺町（えいへいじちょう）

## 郡域
1878年（明治11年）に行政区画として発足した当時の郡域は、下記の区域にあたる。
- 福井市の一部（概ね福井市街の北半および九頭竜川・日野川以東かつ丸山町、北今泉町、河増町、印田町、曽万布町、荒木別所町、殿下町、河水町、大畑町、岡西谷町、次郎丸町、宮地町、花野谷町より北東）
- 坂井市の一部（春江町江留下各町）
- 永平寺町の大部分（鳴鹿山鹿を除く）

## 歴史

### 近世以降の沿革
- 「旧高旧領取調帳」では明治初年時点で、全域が福井藩領とされているが、国立公文書館所蔵「府藩県高帳」などによると廃藩置県時に1村が丸岡藩領, 1村が本保県管轄となっている[1]「旧高旧領取調帳」に記載されている村は以下の通り。●は村内に寺社領が存在。（1町134村）

寺前村、新保村、大和田村、北野上村、北野下村、高柳村、経田村、重藤村、町屋村、大願寺村、幾久村、高木村、舟橋村、稲多村、八重巻村、古市村、下森田村、天池村、河合新保村、石盛村、河合寄安村、上野村、上森田村、河合鷲塚村、中角村、勝見村、六日市村、山室村、高屋村、上伏村、里別所村、地蔵堂村、西堀村、三屋村、土橋村、郡村、灯明寺村、舟橋新村、堀宮村、牧野島村、三郎丸村、東今泉村、北今泉村、下中村、上中村、重立村、間山村、原目村、岩野村、京善村、野中村、寺本村、●市野々村、印内村、島村、猪谷村、宮重村、西野中村、小畑村、堅達村、宮地村、大畑村、次郎丸村、西谷村、河水村、奥花谷村、寮村、印田村、上北野村、下北野村、志比堺村、松岡町、中ノ郷村、泉田村、藤島村、林村、玄正島村、吉野境村、法寺岡村、諏訪間村、山村、東古市村、高橋村、谷口村、花谷村、轟村、飯島村、北島村、牧福島村、市右衛門島村、大野島村、清水村、中島村、浅見村、栗住波村、石上村、大月村、竹原村、市荒川村、吉峯村、栃原村、吉波村、上浄法寺村、下浄法寺村、上合月村、下合月村、末政村、兼定島村、渡り村、定正村、坂下村、新田三ヶ村、下吉野村、江留下村、二日市村、海老助村、黒丸村、河増村、上里村、栗森村、八島村、福万村、漆原村、安竹村、丸山村、開発村、殿下村、網戸瀬村、曽万布村、光明寺村、山王村、藤巻村、領家村、樋爪村、堂島村
- 明治4年
  - 7月14日（1871年8月29日） - 廃藩置県により福井県（第1次）, 丸岡県, 本保県の管轄となる[1]。
  - 11月20日（1871年12月31日） - 第1次府県統合により足羽県の管轄となる。
- 明治初年（1町137村）
  - 河合新保村の一部が分立して南河合新保村となる。
  - 市野々村の一部が分立して荒谷村・門前村となる。門前村が改称して志比村となる。
  - 奥花谷村が改称して花野谷村となる。
  - 印内村が改称して上吉野村となる。
  - 渡り村が改称して渡新田村となる。
- 明治6年（1873年）1月14日 - 敦賀県の管轄となる。
- 明治8年（1876年）8月21日 - 第2次府県統合により石川県の管轄となる。
- 明治11年（1878年）12月17日 - 郡区町村編制法の石川県での施行により、行政区画としての吉田郡が発足。「足羽吉田郡役所」が足羽郡福井佐佳枝上町に設置され、同郡とともに管轄。
- 明治14年（1881年）2月7日 - 福井県（第2次）の管轄となる。
- 明治17年（1883年） - 江留下村の所属郡が坂井郡に変更。（1町136村）

### 町村制以降の沿革

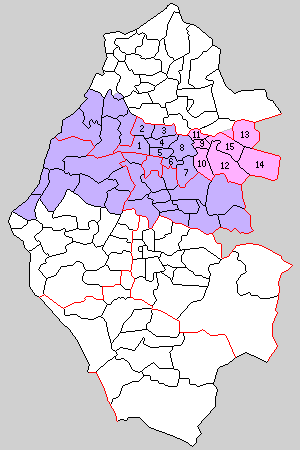
1.西藤島村 2.河合村 3.森田村 4.中藤島村 5.円山西村 6.円山東村 7.岡保村 8.東藤島村 9.松岡村 10.吉野村 11.五領ヶ島村 12.志比谷村 13.浄法寺村 14.上志比村 15.下志比村（紫：福井市 桃：永平寺町）

- 明治22年（1889年）4月1日 - 町村制の施行により、以下の町村が発足する。（15村で構成された）
  - 西藤島村 ← 牧野島村、重藤村、福万村、上里村、八島村、堀宮村、三郎丸村、西堀村、三屋村、地蔵堂村、里別所村、海老助村、上伏村、安竹村、土橋村、黒丸村、郡村、足羽郡田原下村、深谷村（現・福井市）
  - 河合村 ← 中角村、網戸瀬村、勝見村、六日市村、高屋村、二日市村、山室村、河合鷲塚村（現・福井市）
  - 森田村 ← 天池村、八重巻村、稲多村、古市村、下森田村、上森田村、石盛村、定正村、上野村、栗森村、河合寄安村、漆原村、河合新保村（現・福井市）
  - 中藤島村 ← 灯明寺村、舟橋新村、舟橋村、高木村、寺前村、高柳村、南河合新保村、新田三ヶ村（現・福井市）
  - 円山西村 ← 経田村、幾久村、町屋村、大願寺村、開発村、新保村、丸山村、足羽郡松本地方（現・福井市）
  - 円山東村 ← 河増村、東今泉村、北今泉村、下中村、足羽郡下四ツ居村、米松村、北四ツ居村、四ツ居渡村（現・福井市）
  - 岡保村 ← 堅達村、坂下村、寮村、殿下村、印田村、曽万布村、河水村、西谷村、大畑村、次郎丸村、宮地村、花野谷村、足羽郡合島村、荒木別所村、荒木村（現・福井市）
  - 東藤島村 ← 原目村、上中村、間山村、重立村、玄正島村、島橋村[注釈 7]、中ノ郷村、泉田村、北野上村、北野下村、大和田村、堂島村、藤島村、林村（現・福井市）
  - 松岡村（松岡町が単独村制。現・永平寺町）
  - 吉野村 ← 上吉野村、猪谷村、島村、宮重村、西野中村、小畑村、下吉野村、吉野堺村（現・永平寺町）
  - 五領ヶ島村 ← 渡新田村、末政村、下合月村、上合月村、兼定島村、領家村、樋爪村（現・永平寺町）
  - 志比谷村 ← 山村、諏訪間村、寺本村、京善村、市野々村、荒谷村、志比村（現・永平寺町）
  - 浄法寺村 ← 下浄法寺村、上浄法寺村、岩野村、吉波村、栃原村（現・永平寺町）
  - 上志比村 ← 北島村、野中村、浅見村、牧福島村、市右衛門島村、山王村、大月村、栗住波村、清水村、大野島村、中島村、石上村、竹原村、藤巻村、市荒川村、吉峯村（現・永平寺町）
  - 下志比村 ← 志比堺村、法寺岡村、東古市村、高橋村、谷口村、花谷村、光明寺村、飯島村、轟村（現・永平寺町）
  - 下北野村・上北野村が足羽郡和田村の一部となる。
- 明治24年（1891年）
  - 4月1日 - 郡制を施行する。郡役所は仮に旧・足羽吉田郡役所に設置。
  - 5月11日 - 郡役所の仮庁舎が福井市清川上町に設置される。
- 明治27年（1894年）4月23日 - 郡役所が円山西村松本地方に設置。
- 明治32年（1899年）1月14日 - 岡保村の一部地域（増谷）が足羽郡酒生村に編入。
- 大正12年（1923年）4月1日 - 郡会が廃止される。郡役所は存続。
- 大正15年（1926年）7月1日 - 郡役所が廃止される。以降は地域区分名称となる。
- 昭和5年（1930年）2月11日 - 松岡村が町制施行して松岡町となる。（1町14村）
- 昭和10年（1935年）4月3日 - 森田村が町制施行して森田町となる。（2町13村）
- 昭和16年（1941年）4月1日 - 円山東村が福井市に編入。（2町12村）
- 昭和17年（1942年）5月5日 - 円山西村が福井市に編入。（2町11村）
- 昭和23年（1948年）6月1日 - 西藤島村の一部（田原下・牧の島）が福井市に編入。
- 昭和26年（1951年）3月30日 - 西藤島村が福井市に編入。（2町10村）
- 昭和29年（1954年）3月31日 - 志比谷村・下志比村・浄法寺村が合併して志比村が発足。（2町8村）
- 昭和30年（1955年）
  - 3月19日 - 中藤島村が福井市に編入。（2町7村）
  - 3月31日 - 松岡町・吉野村・五領ヶ島村が合併し、改めて松岡町が発足。（2町5村）
  - 4月30日 - 志比村の一部（志比堺）が松岡町に編入。
- 昭和31年（1956年）9月30日 - 東藤島村・岡保村が合併して藤岡村が発足。（2町4村）
- 昭和32年（1957年）5月1日 - 河合村が福井市に編入。（2町3村）
- 昭和35年（1960年）4月1日 - 志比村が坂井郡丸岡町の一部（鳴鹿山鹿の大部分）を編入。
- 昭和36年（1961年）10月1日 - 藤岡村が福井市に編入。（2町2村）
- 昭和37年（1962年）9月1日 - 志比村が町制施行・改称して永平寺町となる。（3町1村）
- 昭和42年（1967年）7月30日 - 森田町が福井市に編入。（2町1村）
- 平成18年（2006年）2月13日 - 松岡町・永平寺町・上志比村が合併し、改めて永平寺町が発足[2]。（1町）

### 変遷表
| 明治以前                          | 明治以前                          | 明治初年 - 明治22年            | 明治22年 4月1日 町村制施行 | 明治22年 - 昭和20年                | 昭和21年 - 昭和35年          | 昭和21年 - 昭和35年              | 昭和36年 - 昭和64年              | 平成元年 - 現在          | 現在     |
| --------------------------------- | --------------------------------- | ------------------------------ | -------------------------- | ---------------------------------- | ---------------------------- | -------------------------------- | -------------------------------- | ------------------------ | -------- |
| 坂井郡 鳴鹿山鹿村                 | 大部分                            | 坂井郡鳴鹿山鹿村               | 坂井郡 鳴鹿村              | 坂井郡鳴鹿村                       | 昭和30年3月31日 坂井郡丸岡町 | 昭和35年4月1日 志比村に編入      | 昭和37年9月1日 改称町制 永平寺町 | 平成18年2月13日 永平寺町 | 永平寺町 |
| 山村                              | 山村                              | 山村                           | 志比谷村                   | 志比谷村                           | 昭和29年3月31日 志比村       | 志比村                           | 昭和37年9月1日 改称町制 永平寺町 | 平成18年2月13日 永平寺町 | 永平寺町 |
| 諏訪間村                          | 諏訪間村                          | 諏訪間村                       | 志比谷村                   | 志比谷村                           | 昭和29年3月31日 志比村       | 志比村                           | 昭和37年9月1日 改称町制 永平寺町 | 平成18年2月13日 永平寺町 | 永平寺町 |
| 寺本村                            | 寺本村                            | 寺本村                         | 志比谷村                   | 志比谷村                           | 昭和29年3月31日 志比村       | 志比村                           | 昭和37年9月1日 改称町制 永平寺町 | 平成18年2月13日 永平寺町 | 永平寺町 |
| 京善村                            | 京善村                            | 京善村                         | 志比谷村                   | 志比谷村                           | 昭和29年3月31日 志比村       | 志比村                           | 昭和37年9月1日 改称町制 永平寺町 | 平成18年2月13日 永平寺町 | 永平寺町 |
| 市野々村                          | 市野々村                          | 市野々村                       | 志比谷村                   | 志比谷村                           | 昭和29年3月31日 志比村       | 志比村                           | 昭和37年9月1日 改称町制 永平寺町 | 平成18年2月13日 永平寺町 | 永平寺町 |
| 市野々村                          | 市野々村                          | 明治初年 分立 荒谷村           | 志比谷村                   | 志比谷村                           | 昭和29年3月31日 志比村       | 志比村                           | 昭和37年9月1日 改称町制 永平寺町 | 平成18年2月13日 永平寺町 | 永平寺町 |
| 市野々村                          | 市野々村                          | 明治初年 分立 志比村           | 志比谷村                   | 志比谷村                           | 昭和29年3月31日 志比村       | 志比村                           | 昭和37年9月1日 改称町制 永平寺町 | 平成18年2月13日 永平寺町 | 永平寺町 |
| 下浄法寺村                        | 下浄法寺村                        | 下浄法寺村                     | 浄法寺村                   | 浄法寺村                           | 昭和29年3月31日 志比村       | 志比村                           | 昭和37年9月1日 改称町制 永平寺町 | 平成18年2月13日 永平寺町 | 永平寺町 |
| 上浄法寺村                        | 上浄法寺村                        | 上浄法寺村                     | 浄法寺村                   | 浄法寺村                           | 昭和29年3月31日 志比村       | 志比村                           | 昭和37年9月1日 改称町制 永平寺町 | 平成18年2月13日 永平寺町 | 永平寺町 |
| 岩野村                            | 岩野村                            | 岩野村                         | 浄法寺村                   | 浄法寺村                           | 昭和29年3月31日 志比村       | 志比村                           | 昭和37年9月1日 改称町制 永平寺町 | 平成18年2月13日 永平寺町 | 永平寺町 |
| 吉波村                            | 吉波村                            | 吉波村                         | 浄法寺村                   | 浄法寺村                           | 昭和29年3月31日 志比村       | 志比村                           | 昭和37年9月1日 改称町制 永平寺町 | 平成18年2月13日 永平寺町 | 永平寺町 |
| 栃原村                            | 栃原村                            | 栃原村                         | 浄法寺村                   | 浄法寺村                           | 昭和29年3月31日 志比村       | 志比村                           | 昭和37年9月1日 改称町制 永平寺町 | 平成18年2月13日 永平寺町 | 永平寺町 |
| 法寺岡村                          | 法寺岡村                          | 法寺岡村                       | 下志比村                   | 下志比村                           | 昭和29年3月31日 志比村       | 志比村                           | 昭和37年9月1日 改称町制 永平寺町 | 平成18年2月13日 永平寺町 | 永平寺町 |
| 東古市村                          | 東古市村                          | 東古市村                       | 下志比村                   | 下志比村                           | 昭和29年3月31日 志比村       | 志比村                           | 昭和37年9月1日 改称町制 永平寺町 | 平成18年2月13日 永平寺町 | 永平寺町 |
| 高橋村                            | 高橋村                            | 高橋村                         | 下志比村                   | 下志比村                           | 昭和29年3月31日 志比村       | 志比村                           | 昭和37年9月1日 改称町制 永平寺町 | 平成18年2月13日 永平寺町 | 永平寺町 |
| 谷口村                            | 谷口村                            | 谷口村                         | 下志比村                   | 下志比村                           | 昭和29年3月31日 志比村       | 志比村                           | 昭和37年9月1日 改称町制 永平寺町 | 平成18年2月13日 永平寺町 | 永平寺町 |
| 花谷村                            | 花谷村                            | 花谷村                         | 下志比村                   | 下志比村                           | 昭和29年3月31日 志比村       | 志比村                           | 昭和37年9月1日 改称町制 永平寺町 | 平成18年2月13日 永平寺町 | 永平寺町 |
| 光明寺村                          | 光明寺村                          | 光明寺村                       | 下志比村                   | 下志比村                           | 昭和29年3月31日 志比村       | 志比村                           | 昭和37年9月1日 改称町制 永平寺町 | 平成18年2月13日 永平寺町 | 永平寺町 |
| 飯島村                            | 飯島村                            | 飯島村                         | 下志比村                   | 下志比村                           | 昭和29年3月31日 志比村       | 志比村                           | 昭和37年9月1日 改称町制 永平寺町 | 平成18年2月13日 永平寺町 | 永平寺町 |
| 轟村                              | 轟村                              | 轟村                           | 下志比村                   | 下志比村                           | 昭和29年3月31日 志比村       | 志比村                           | 昭和37年9月1日 改称町制 永平寺町 | 平成18年2月13日 永平寺町 | 永平寺町 |
| 志比堺村                          | 志比堺村                          | 志比堺村                       | 下志比村                   | 下志比村                           | 昭和29年3月31日 志比村       | 昭和30年4月30日 松岡町に編入     | 松岡町                           | 平成18年2月13日 永平寺町 | 永平寺町 |
| 松岡町                            | 松岡町                            | 松岡町                         | 松岡村                     | 昭和5年2月11日 町制 松岡町         | 昭和30年3月31日 松岡町       | 昭和30年3月31日 松岡町           | 松岡町                           | 平成18年2月13日 永平寺町 | 永平寺町 |
| 印内村                            | 印内村                            | 明治初年 改称 上吉野村         | 吉野村                     | 吉野村                             | 昭和30年3月31日 松岡町       | 昭和30年3月31日 松岡町           | 松岡町                           | 平成18年2月13日 永平寺町 | 永平寺町 |
| 猪谷村                            | 猪谷村                            | 猪谷村                         | 吉野村                     | 吉野村                             | 昭和30年3月31日 松岡町       | 昭和30年3月31日 松岡町           | 松岡町                           | 平成18年2月13日 永平寺町 | 永平寺町 |
| 島村                              | 島村                              | 島村                           | 吉野村                     | 吉野村                             | 昭和30年3月31日 松岡町       | 昭和30年3月31日 松岡町           | 松岡町                           | 平成18年2月13日 永平寺町 | 永平寺町 |
| 宮重村                            | 宮重村                            | 宮重村                         | 吉野村                     | 吉野村                             | 昭和30年3月31日 松岡町       | 昭和30年3月31日 松岡町           | 松岡町                           | 平成18年2月13日 永平寺町 | 永平寺町 |
| 西野中村                          | 西野中村                          | 西野中村                       | 吉野村                     | 吉野村                             | 昭和30年3月31日 松岡町       | 昭和30年3月31日 松岡町           | 松岡町                           | 平成18年2月13日 永平寺町 | 永平寺町 |
| 小畑村                            | 小畑村                            | 小畑村                         | 吉野村                     | 吉野村                             | 昭和30年3月31日 松岡町       | 昭和30年3月31日 松岡町           | 松岡町                           | 平成18年2月13日 永平寺町 | 永平寺町 |
| 下吉野村                          | 下吉野村                          | 下吉野村                       | 吉野村                     | 吉野村                             | 昭和30年3月31日 松岡町       | 昭和30年3月31日 松岡町           | 松岡町                           | 平成18年2月13日 永平寺町 | 永平寺町 |
| 吉野堺村                          | 吉野堺村                          | 吉野堺村                       | 吉野村                     | 吉野村                             | 昭和30年3月31日 松岡町       | 昭和30年3月31日 松岡町           | 松岡町                           | 平成18年2月13日 永平寺町 | 永平寺町 |
| 渡り村                            | 渡り村                            | 明治初年 改称 渡新田村         | 五領ヶ島村                 | 五領ヶ島村                         | 昭和30年3月31日 松岡町       | 昭和30年3月31日 松岡町           | 松岡町                           | 平成18年2月13日 永平寺町 | 永平寺町 |
| 末政村                            | 末政村                            | 末政村                         | 五領ヶ島村                 | 五領ヶ島村                         | 昭和30年3月31日 松岡町       | 昭和30年3月31日 松岡町           | 松岡町                           | 平成18年2月13日 永平寺町 | 永平寺町 |
| 下合月村                          | 下合月村                          | 下合月村                       | 五領ヶ島村                 | 五領ヶ島村                         | 昭和30年3月31日 松岡町       | 昭和30年3月31日 松岡町           | 松岡町                           | 平成18年2月13日 永平寺町 | 永平寺町 |
| 上合月村                          | 上合月村                          | 上合月村                       | 五領ヶ島村                 | 五領ヶ島村                         | 昭和30年3月31日 松岡町       | 昭和30年3月31日 松岡町           | 松岡町                           | 平成18年2月13日 永平寺町 | 永平寺町 |
| 兼定島村                          | 兼定島村                          | 兼定島村                       | 五領ヶ島村                 | 五領ヶ島村                         | 昭和30年3月31日 松岡町       | 昭和30年3月31日 松岡町           | 松岡町                           | 平成18年2月13日 永平寺町 | 永平寺町 |
| 領家村                            | 領家村                            | 領家村                         | 五領ヶ島村                 | 五領ヶ島村                         | 昭和30年3月31日 松岡町       | 昭和30年3月31日 松岡町           | 松岡町                           | 平成18年2月13日 永平寺町 | 永平寺町 |
| 樋爪村                            | 樋爪村                            | 樋爪村                         | 五領ヶ島村                 | 五領ヶ島村                         | 昭和30年3月31日 松岡町       | 昭和30年3月31日 松岡町           | 松岡町                           | 平成18年2月13日 永平寺町 | 永平寺町 |
| 北島村                            | 北島村                            | 北島村                         | 上志比村                   | 上志比村                           | 上志比村                     | 上志比村                         | 上志比村                         | 平成18年2月13日 永平寺町 | 永平寺町 |
| 野中村                            | 野中村                            | 野中村                         | 上志比村                   | 上志比村                           | 上志比村                     | 上志比村                         | 上志比村                         | 平成18年2月13日 永平寺町 | 永平寺町 |
| 浅見村                            | 浅見村                            | 浅見村                         | 上志比村                   | 上志比村                           | 上志比村                     | 上志比村                         | 上志比村                         | 平成18年2月13日 永平寺町 | 永平寺町 |
| 牧福島村                          | 牧福島村                          | 牧福島村                       | 上志比村                   | 上志比村                           | 上志比村                     | 上志比村                         | 上志比村                         | 平成18年2月13日 永平寺町 | 永平寺町 |
| 市右衛門島村                      | 市右衛門島村                      | 市右衛門島村                   | 上志比村                   | 上志比村                           | 上志比村                     | 上志比村                         | 上志比村                         | 平成18年2月13日 永平寺町 | 永平寺町 |
| 山王村                            | 山王村                            | 山王村                         | 上志比村                   | 上志比村                           | 上志比村                     | 上志比村                         | 上志比村                         | 平成18年2月13日 永平寺町 | 永平寺町 |
| 大月村                            | 大月村                            | 大月村                         | 上志比村                   | 上志比村                           | 上志比村                     | 上志比村                         | 上志比村                         | 平成18年2月13日 永平寺町 | 永平寺町 |
| 栗住波村                          | 栗住波村                          | 栗住波村                       | 上志比村                   | 上志比村                           | 上志比村                     | 上志比村                         | 上志比村                         | 平成18年2月13日 永平寺町 | 永平寺町 |
| 清水村                            | 清水村                            | 清水村                         | 上志比村                   | 上志比村                           | 上志比村                     | 上志比村                         | 上志比村                         | 平成18年2月13日 永平寺町 | 永平寺町 |
| 大野島村                          | 大野島村                          | 大野島村                       | 上志比村                   | 上志比村                           | 上志比村                     | 上志比村                         | 上志比村                         | 平成18年2月13日 永平寺町 | 永平寺町 |
| 中島村                            | 中島村                            | 中島村                         | 上志比村                   | 上志比村                           | 上志比村                     | 上志比村                         | 上志比村                         | 平成18年2月13日 永平寺町 | 永平寺町 |
| 石上村                            | 石上村                            | 石上村                         | 上志比村                   | 上志比村                           | 上志比村                     | 上志比村                         | 上志比村                         | 平成18年2月13日 永平寺町 | 永平寺町 |
| 竹原村                            | 竹原村                            | 竹原村                         | 上志比村                   | 上志比村                           | 上志比村                     | 上志比村                         | 上志比村                         | 平成18年2月13日 永平寺町 | 永平寺町 |
| 藤巻村                            | 藤巻村                            | 藤巻村                         | 上志比村                   | 上志比村                           | 上志比村                     | 上志比村                         | 上志比村                         | 平成18年2月13日 永平寺町 | 永平寺町 |
| 市荒川村                          | 市荒川村                          | 市荒川村                       | 上志比村                   | 上志比村                           | 上志比村                     | 上志比村                         | 上志比村                         | 平成18年2月13日 永平寺町 | 永平寺町 |
| 吉峯村                            | 吉峯村                            | 吉峯村                         | 上志比村                   | 上志比村                           | 上志比村                     | 上志比村                         | 上志比村                         | 平成18年2月13日 永平寺町 | 永平寺町 |
| 中角村                            | 中角村                            | 中角村                         | 河合村                     | 河合村                             | 河合村                       | 昭和32年5月1日 福井市に編入      | 福井市                           | 福井市                   | 福井市   |
| 網戸瀬村                          | 網戸瀬村                          | 網戸瀬村                       | 河合村                     | 河合村                             | 河合村                       | 昭和32年5月1日 福井市に編入      | 福井市                           | 福井市                   | 福井市   |
| 勝見村                            | 勝見村                            | 勝見村                         | 河合村                     | 河合村                             | 河合村                       | 昭和32年5月1日 福井市に編入      | 福井市                           | 福井市                   | 福井市   |
| 六日市村                          | 六日市村                          | 六日市村                       | 河合村                     | 河合村                             | 河合村                       | 昭和32年5月1日 福井市に編入      | 福井市                           | 福井市                   | 福井市   |
| 高屋村                            | 高屋村                            | 高屋村                         | 河合村                     | 河合村                             | 河合村                       | 昭和32年5月1日 福井市に編入      | 福井市                           | 福井市                   | 福井市   |
| 二日市村                          | 二日市村                          | 二日市村                       | 河合村                     | 河合村                             | 河合村                       | 昭和32年5月1日 福井市に編入      | 福井市                           | 福井市                   | 福井市   |
| 山室村                            | 山室村                            | 山室村                         | 河合村                     | 河合村                             | 河合村                       | 昭和32年5月1日 福井市に編入      | 福井市                           | 福井市                   | 福井市   |
| 河合鷲塚村                        | 河合鷲塚村                        | 河合鷲塚村                     | 河合村                     | 河合村                             | 河合村                       | 昭和32年5月1日 福井市に編入      | 福井市                           | 福井市                   | 福井市   |
| 河増村                            | 河増村                            | 河増村                         | 円山東村                   | 昭和16年4月1日 福井市に編入        | 福井市                       | 福井市                           | 福井市                           | 福井市                   | 福井市   |
| 東今泉村                          | 東今泉村                          | 東今泉村                       | 円山東村                   | 昭和16年4月1日 福井市に編入        | 福井市                       | 福井市                           | 福井市                           | 福井市                   | 福井市   |
| 北今泉村                          | 北今泉村                          | 北今泉村                       | 円山東村                   | 昭和16年4月1日 福井市に編入        | 福井市                       | 福井市                           | 福井市                           | 福井市                   | 福井市   |
| 下中村                            | 下中村                            | 下中村                         | 円山東村                   | 昭和16年4月1日 福井市に編入        | 福井市                       | 福井市                           | 福井市                           | 福井市                   | 福井市   |
| 足羽郡下四ツ居村                  | 足羽郡下四ツ居村                  | 足羽郡下四ツ居村               | 円山東村                   | 昭和16年4月1日 福井市に編入        | 福井市                       | 福井市                           | 福井市                           | 福井市                   | 福井市   |
| 足羽郡米松村                      | 足羽郡米松村                      | 足羽郡米松村                   | 円山東村                   | 昭和16年4月1日 福井市に編入        | 福井市                       | 福井市                           | 福井市                           | 福井市                   | 福井市   |
| 足羽郡北四ツ居村                  | 足羽郡北四ツ居村                  | 足羽郡北四ツ居村               | 円山東村                   | 昭和16年4月1日 福井市に編入        | 福井市                       | 福井市                           | 福井市                           | 福井市                   | 福井市   |
| 足羽郡四ツ居渡村                  | 足羽郡四ツ居渡村                  | 足羽郡四ツ居渡村               | 円山東村                   | 昭和16年4月1日 福井市に編入        | 福井市                       | 福井市                           | 福井市                           | 福井市                   | 福井市   |
| 足羽郡松本地方                    | 足羽郡松本地方                    | 足羽郡松本地方                 | 円山西村                   | 昭和17年5月5日 福井市に編入        | 福井市                       | 福井市                           | 福井市                           | 福井市                   | 福井市   |
| 経田村                            | 経田村                            | 経田村                         | 円山西村                   | 昭和17年5月5日 福井市に編入        | 福井市                       | 福井市                           | 福井市                           | 福井市                   | 福井市   |
| 幾久村                            | 幾久村                            | 幾久村                         | 円山西村                   | 昭和17年5月5日 福井市に編入        | 福井市                       | 福井市                           | 福井市                           | 福井市                   | 福井市   |
| 町屋村                            | 町屋村                            | 町屋村                         | 円山西村                   | 昭和17年5月5日 福井市に編入        | 福井市                       | 福井市                           | 福井市                           | 福井市                   | 福井市   |
| 大願寺村                          | 大願寺村                          | 大願寺村                       | 円山西村                   | 昭和17年5月5日 福井市に編入        | 福井市                       | 福井市                           | 福井市                           | 福井市                   | 福井市   |
| 開発村                            | 開発村                            | 開発村                         | 円山西村                   | 昭和17年5月5日 福井市に編入        | 福井市                       | 福井市                           | 福井市                           | 福井市                   | 福井市   |
| 新保村                            | 新保村                            | 新保村                         | 円山西村                   | 昭和17年5月5日 福井市に編入        | 福井市                       | 福井市                           | 福井市                           | 福井市                   | 福井市   |
| 丸山村                            | 丸山村                            | 丸山村                         | 円山西村                   | 昭和17年5月5日 福井市に編入        | 福井市                       | 福井市                           | 福井市                           | 福井市                   | 福井市   |
| 牧野島村                          | 牧野島村                          | 牧野島村                       | 西藤島村                   | 西藤島村                           | 昭和23年6月1日 福井市に編入  | 福井市                           | 福井市                           | 福井市                   | 福井市   |
| 足羽郡福井城下 の一部（田原下町） | 足羽郡福井城下 の一部（田原下町） | 明治13年頃 分立 足羽郡田原下村 | 西藤島村                   | 西藤島村                           | 昭和23年6月1日 福井市に編入  | 福井市                           | 福井市                           | 福井市                   | 福井市   |
| 足羽郡深谷村                      | 足羽郡深谷村                      | 足羽郡深谷村                   | 西藤島村                   | 西藤島村                           | 昭和26年3月30日 福井市に編入 | 福井市                           | 福井市                           | 福井市                   | 福井市   |
| 重藤村                            | 重藤村                            | 重藤村                         | 西藤島村                   | 西藤島村                           | 昭和26年3月30日 福井市に編入 | 福井市                           | 福井市                           | 福井市                   | 福井市   |
| 福万村                            | 福万村                            | 福万村                         | 西藤島村                   | 西藤島村                           | 昭和26年3月30日 福井市に編入 | 福井市                           | 福井市                           | 福井市                   | 福井市   |
| 上里村                            | 上里村                            | 上里村                         | 西藤島村                   | 西藤島村                           | 昭和26年3月30日 福井市に編入 | 福井市                           | 福井市                           | 福井市                   | 福井市   |
| 八島村                            | 八島村                            | 八島村                         | 西藤島村                   | 西藤島村                           | 昭和26年3月30日 福井市に編入 | 福井市                           | 福井市                           | 福井市                   | 福井市   |
| 堀宮村                            | 堀宮村                            | 堀宮村                         | 西藤島村                   | 西藤島村                           | 昭和26年3月30日 福井市に編入 | 福井市                           | 福井市                           | 福井市                   | 福井市   |
| 三郎丸村                          | 三郎丸村                          | 三郎丸村                       | 西藤島村                   | 西藤島村                           | 昭和26年3月30日 福井市に編入 | 福井市                           | 福井市                           | 福井市                   | 福井市   |
| 西堀村                            | 西堀村                            | 西堀村                         | 西藤島村                   | 西藤島村                           | 昭和26年3月30日 福井市に編入 | 福井市                           | 福井市                           | 福井市                   | 福井市   |
| 三屋村                            | 三屋村                            | 三屋村                         | 西藤島村                   | 西藤島村                           | 昭和26年3月30日 福井市に編入 | 福井市                           | 福井市                           | 福井市                   | 福井市   |
| 地蔵堂村                          | 地蔵堂村                          | 地蔵堂村                       | 西藤島村                   | 西藤島村                           | 昭和26年3月30日 福井市に編入 | 福井市                           | 福井市                           | 福井市                   | 福井市   |
| 里別所村                          | 里別所村                          | 里別所村                       | 西藤島村                   | 西藤島村                           | 昭和26年3月30日 福井市に編入 | 福井市                           | 福井市                           | 福井市                   | 福井市   |
| 海老助村                          | 海老助村                          | 海老助村                       | 西藤島村                   | 西藤島村                           | 昭和26年3月30日 福井市に編入 | 福井市                           | 福井市                           | 福井市                   | 福井市   |
| 上伏村                            | 上伏村                            | 上伏村                         | 西藤島村                   | 西藤島村                           | 昭和26年3月30日 福井市に編入 | 福井市                           | 福井市                           | 福井市                   | 福井市   |
| 安竹村                            | 安竹村                            | 安竹村                         | 西藤島村                   | 西藤島村                           | 昭和26年3月30日 福井市に編入 | 福井市                           | 福井市                           | 福井市                   | 福井市   |
| 土橋村                            | 土橋村                            | 土橋村                         | 西藤島村                   | 西藤島村                           | 昭和26年3月30日 福井市に編入 | 福井市                           | 福井市                           | 福井市                   | 福井市   |
| 黒丸村                            | 黒丸村                            | 黒丸村                         | 西藤島村                   | 西藤島村                           | 昭和26年3月30日 福井市に編入 | 福井市                           | 福井市                           | 福井市                   | 福井市   |
| 郡村                              | 郡村                              | 郡村                           | 西藤島村                   | 西藤島村                           | 昭和26年3月30日 福井市に編入 | 福井市                           | 福井市                           | 福井市                   | 福井市   |
| 灯明寺村                          | 灯明寺村                          | 灯明寺村                       | 中藤島村                   | 中藤島村                           | 昭和30年3月19日 福井市に編入 | 福井市                           | 福井市                           | 福井市                   | 福井市   |
| 舟橋新村                          | 舟橋新村                          | 舟橋新村                       | 中藤島村                   | 中藤島村                           | 昭和30年3月19日 福井市に編入 | 福井市                           | 福井市                           | 福井市                   | 福井市   |
| 舟橋村                            | 舟橋村                            | 舟橋村                         | 中藤島村                   | 中藤島村                           | 昭和30年3月19日 福井市に編入 | 福井市                           | 福井市                           | 福井市                   | 福井市   |
| 高木村                            | 高木村                            | 高木村                         | 中藤島村                   | 中藤島村                           | 昭和30年3月19日 福井市に編入 | 福井市                           | 福井市                           | 福井市                   | 福井市   |
| 寺前村                            | 寺前村                            | 寺前村                         | 中藤島村                   | 中藤島村                           | 昭和30年3月19日 福井市に編入 | 福井市                           | 福井市                           | 福井市                   | 福井市   |
| 高柳村                            | 高柳村                            | 高柳村                         | 中藤島村                   | 中藤島村                           | 昭和30年3月19日 福井市に編入 | 福井市                           | 福井市                           | 福井市                   | 福井市   |
| 新田三ヶ村                        | 新田三ヶ村                        | 新田三ヶ村                     | 中藤島村                   | 中藤島村                           | 昭和30年3月19日 福井市に編入 | 福井市                           | 福井市                           | 福井市                   | 福井市   |
| 河合新保村                        | 河合新保村                        | 明治初年 分立 南河合新保村     | 中藤島村                   | 中藤島村                           | 昭和30年3月19日 福井市に編入 | 福井市                           | 福井市                           | 福井市                   | 福井市   |
| 河合新保村                        | 河合新保村                        | 河合新保村                     | 森田村                     | 昭和10年4月3日 町制 森田町         | 森田町                       | 森田町                           | 昭和42年7月30日 福井市に編入     | 福井市                   | 福井市   |
| 天池村                            | 天池村                            | 天池村                         | 森田村                     | 昭和10年4月3日 町制 森田町         | 森田町                       | 森田町                           | 昭和42年7月30日 福井市に編入     | 福井市                   | 福井市   |
| 八重巻村                          | 八重巻村                          | 八重巻村                       | 森田村                     | 昭和10年4月3日 町制 森田町         | 森田町                       | 森田町                           | 昭和42年7月30日 福井市に編入     | 福井市                   | 福井市   |
| 稲多村                            | 稲多村                            | 稲多村                         | 森田村                     | 昭和10年4月3日 町制 森田町         | 森田町                       | 森田町                           | 昭和42年7月30日 福井市に編入     | 福井市                   | 福井市   |
| 古市村                            | 古市村                            | 古市村                         | 森田村                     | 昭和10年4月3日 町制 森田町         | 森田町                       | 森田町                           | 昭和42年7月30日 福井市に編入     | 福井市                   | 福井市   |
| 下森田村                          | 下森田村                          | 下森田村                       | 森田村                     | 昭和10年4月3日 町制 森田町         | 森田町                       | 森田町                           | 昭和42年7月30日 福井市に編入     | 福井市                   | 福井市   |
| 上森田村                          | 上森田村                          | 上森田村                       | 森田村                     | 昭和10年4月3日 町制 森田町         | 森田町                       | 森田町                           | 昭和42年7月30日 福井市に編入     | 福井市                   | 福井市   |
| 石盛村                            | 石盛村                            | 石盛村                         | 森田村                     | 昭和10年4月3日 町制 森田町         | 森田町                       | 森田町                           | 昭和42年7月30日 福井市に編入     | 福井市                   | 福井市   |
| 定正村                            | 定正村                            | 定正村                         | 森田村                     | 昭和10年4月3日 町制 森田町         | 森田町                       | 森田町                           | 昭和42年7月30日 福井市に編入     | 福井市                   | 福井市   |
| 上野村                            | 上野村                            | 上野村                         | 森田村                     | 昭和10年4月3日 町制 森田町         | 森田町                       | 森田町                           | 昭和42年7月30日 福井市に編入     | 福井市                   | 福井市   |
| 栗森村                            | 栗森村                            | 栗森村                         | 森田村                     | 昭和10年4月3日 町制 森田町         | 森田町                       | 森田町                           | 昭和42年7月30日 福井市に編入     | 福井市                   | 福井市   |
| 河合寄安村                        | 河合寄安村                        | 河合寄安村                     | 森田村                     | 昭和10年4月3日 町制 森田町         | 森田町                       | 森田町                           | 昭和42年7月30日 福井市に編入     | 福井市                   | 福井市   |
| 漆原村                            | 漆原村                            | 漆原村                         | 森田村                     | 昭和10年4月3日 町制 森田町         | 森田町                       | 森田町                           | 昭和42年7月30日 福井市に編入     | 福井市                   | 福井市   |
| 原目村                            | 原目村                            | 原目村                         | 東藤島村                   | 東藤島村                           | 東藤島村                     | 昭和31年9月30日 藤岡村           | 昭和36年10月1日 福井市に編入     | 福井市                   | 福井市   |
| 上中村                            | 上中村                            | 上中村                         | 東藤島村                   | 東藤島村                           | 東藤島村                     | 昭和31年9月30日 藤岡村           | 昭和36年10月1日 福井市に編入     | 福井市                   | 福井市   |
| 間山村                            | 間山村                            | 間山村                         | 東藤島村                   | 東藤島村                           | 東藤島村                     | 昭和31年9月30日 藤岡村           | 昭和36年10月1日 福井市に編入     | 福井市                   | 福井市   |
| 重立村                            | 重立村                            | 重立村                         | 東藤島村                   | 東藤島村                           | 東藤島村                     | 昭和31年9月30日 藤岡村           | 昭和36年10月1日 福井市に編入     | 福井市                   | 福井市   |
| 玄正島村                          | 玄正島村                          | 玄正島村                       | 東藤島村                   | 東藤島村                           | 東藤島村                     | 昭和31年9月30日 藤岡村           | 昭和36年10月1日 福井市に編入     | 福井市                   | 福井市   |
| 島橋村                            | 島橋村                            | 島橋村                         | 東藤島村                   | 東藤島村                           | 東藤島村                     | 昭和31年9月30日 藤岡村           | 昭和36年10月1日 福井市に編入     | 福井市                   | 福井市   |
| 中ノ郷村                          | 中ノ郷村                          | 中ノ郷村                       | 東藤島村                   | 東藤島村                           | 東藤島村                     | 昭和31年9月30日 藤岡村           | 昭和36年10月1日 福井市に編入     | 福井市                   | 福井市   |
| 泉田村                            | 泉田村                            | 泉田村                         | 東藤島村                   | 東藤島村                           | 東藤島村                     | 昭和31年9月30日 藤岡村           | 昭和36年10月1日 福井市に編入     | 福井市                   | 福井市   |
| 北野上村                          | 北野上村                          | 北野上村                       | 東藤島村                   | 東藤島村                           | 東藤島村                     | 昭和31年9月30日 藤岡村           | 昭和36年10月1日 福井市に編入     | 福井市                   | 福井市   |
| 北野下村                          | 北野下村                          | 北野下村                       | 東藤島村                   | 東藤島村                           | 東藤島村                     | 昭和31年9月30日 藤岡村           | 昭和36年10月1日 福井市に編入     | 福井市                   | 福井市   |
| 大和田村                          | 大和田村                          | 大和田村                       | 東藤島村                   | 東藤島村                           | 東藤島村                     | 昭和31年9月30日 藤岡村           | 昭和36年10月1日 福井市に編入     | 福井市                   | 福井市   |
| 堂島村                            | 堂島村                            | 堂島村                         | 東藤島村                   | 東藤島村                           | 東藤島村                     | 昭和31年9月30日 藤岡村           | 昭和36年10月1日 福井市に編入     | 福井市                   | 福井市   |
| 藤島村                            | 藤島村                            | 藤島村                         | 東藤島村                   | 東藤島村                           | 東藤島村                     | 昭和31年9月30日 藤岡村           | 昭和36年10月1日 福井市に編入     | 福井市                   | 福井市   |
| 林村                              | 林村                              | 林村                           | 東藤島村                   | 東藤島村                           | 東藤島村                     | 昭和31年9月30日 藤岡村           | 昭和36年10月1日 福井市に編入     | 福井市                   | 福井市   |
| 堅達村                            | 堅達村                            | 堅達村                         | 岡保村                     | 岡保村                             | 岡保村                       | 昭和31年9月30日 藤岡村           | 昭和36年10月1日 福井市に編入     | 福井市                   | 福井市   |
| 坂下村                            | 坂下村                            | 坂下村                         | 岡保村                     | 岡保村                             | 岡保村                       | 昭和31年9月30日 藤岡村           | 昭和36年10月1日 福井市に編入     | 福井市                   | 福井市   |
| 寮村                              | 寮村                              | 寮村                           | 岡保村                     | 岡保村                             | 岡保村                       | 昭和31年9月30日 藤岡村           | 昭和36年10月1日 福井市に編入     | 福井市                   | 福井市   |
| 殿下村                            | 殿下村                            | 殿下村                         | 岡保村                     | 岡保村                             | 岡保村                       | 昭和31年9月30日 藤岡村           | 昭和36年10月1日 福井市に編入     | 福井市                   | 福井市   |
| 印田村                            | 印田村                            | 印田村                         | 岡保村                     | 岡保村                             | 岡保村                       | 昭和31年9月30日 藤岡村           | 昭和36年10月1日 福井市に編入     | 福井市                   | 福井市   |
| 曽万布村                          | 曽万布村                          | 曽万布村                       | 岡保村                     | 岡保村                             | 岡保村                       | 昭和31年9月30日 藤岡村           | 昭和36年10月1日 福井市に編入     | 福井市                   | 福井市   |
| 河水村                            | 河水村                            | 河水村                         | 岡保村                     | 岡保村                             | 岡保村                       | 昭和31年9月30日 藤岡村           | 昭和36年10月1日 福井市に編入     | 福井市                   | 福井市   |
| 西谷村                            | 西谷村                            | 西谷村                         | 岡保村                     | 岡保村                             | 岡保村                       | 昭和31年9月30日 藤岡村           | 昭和36年10月1日 福井市に編入     | 福井市                   | 福井市   |
| 大畑村                            | 大畑村                            | 大畑村                         | 岡保村                     | 岡保村                             | 岡保村                       | 昭和31年9月30日 藤岡村           | 昭和36年10月1日 福井市に編入     | 福井市                   | 福井市   |
| 次郎丸村                          | 次郎丸村                          | 次郎丸村                       | 岡保村                     | 岡保村                             | 岡保村                       | 昭和31年9月30日 藤岡村           | 昭和36年10月1日 福井市に編入     | 福井市                   | 福井市   |
| 宮地村                            | 宮地村                            | 宮地村                         | 岡保村                     | 岡保村                             | 岡保村                       | 昭和31年9月30日 藤岡村           | 昭和36年10月1日 福井市に編入     | 福井市                   | 福井市   |
| 奥花谷村                          | 奥花谷村                          | 明治初年 改称 花野谷村         | 岡保村                     | 岡保村                             | 岡保村                       | 昭和31年9月30日 藤岡村           | 昭和36年10月1日 福井市に編入     | 福井市                   | 福井市   |
| 足羽郡荒木別所村                  | 足羽郡荒木別所村                  | 足羽郡荒木別所村               | 岡保村                     | 岡保村                             | 岡保村                       | 昭和31年9月30日 藤岡村           | 昭和36年10月1日 福井市に編入     | 福井市                   | 福井市   |
| 足羽郡合島村                      | 残部                              | 足羽郡合島村                   | 岡保村                     | 岡保村                             | 岡保村                       | 昭和31年9月30日 藤岡村           | 昭和36年10月1日 福井市に編入     | 福井市                   | 福井市   |
| 足羽郡合島村                      | 一部                              | 足羽郡合島村                   | 岡保村                     | 明治32年1月14日 足羽郡酒生村に編入 | 昭和30年3月31日 足羽郡足羽村 | 昭和35年8月1日 町制 足羽郡足羽町 | 昭和46年9月1日 福井市に編入      | 福井市                   | 福井市   |
| 足羽郡荒木村                      | 足羽郡荒木村                      | 足羽郡荒木村                   | 岡保村                     | 明治32年1月14日 足羽郡酒生村に編入 | 昭和30年3月31日 足羽郡足羽村 | 昭和35年8月1日 町制 足羽郡足羽町 | 昭和46年9月1日 福井市に編入      | 福井市                   | 福井市   |

## 行政
石川県足羽・吉田郡長
| 代 | 氏名 | 就任年月日                 | 退任年月日               | 備考         |
| -- | ---- | -------------------------- | ------------------------ | ------------ |
| 1  |      | 明治11年（1878年）12月17日 |                          |              |
|    |      |                            | 明治14年（1881年）2月6日 | 福井県に移管 |

福井県足羽・吉田郡長
| 代 | 氏名 | 就任年月日               | 退任年月日                | 備考 |
| -- | ---- | ------------------------ | ------------------------- | ---- |
| 1  |      | 明治14年（1881年）2月7日 |                           |      |
|    |      |                          | 明治24年（1891年）3月31日 | 廃官 |

福井県吉田郡長
| 代 | 氏名 | 就任年月日               | 退任年月日                | 備考                   |
| -- | ---- | ------------------------ | ------------------------- | ---------------------- |
| 1  |      | 明治24年（1891年）4月1日 |                           |                        |
|    |      |                          | 大正15年（1926年）6月30日 | 郡役所廃止により、廃官 |